# Xenobiston casta
Xenobiston casta là một loài bướm đêm trong họ Geometridae.